# Funeral for a Friend
Funeral for a Friend byla velšská post-hardcoreová hudební skupina. Vznikla ve městě Bridgend roku 2001. Od jejího vzniku skupinou prošlo více hudebníků, jedinými stálými členy zůstali zpěvák Matthew Davies-Kreye a kytarista Kris Coombs-Roberts. Svou první nahrávku, čtyřpísňové EP Between Order and Model, skupina vydala v roce 2002. První dlouhohrající album následovalo v příštím roku. Do roku 2015 skupina vydala dalších šest řadových alb a několik EP. Kapela se rozpadla roku 2016. Své poslední koncerty odehrála v květnu toho roku.

## Členové
- Michael Davies – zpěv (2001)
- Matthew Davies-Kreye – zpěv (2001–2016)
- Kerry Roberts – kytara (2001–2002)
- Kris Coombs-Roberts – kytara (2001–2016)
- Matthew Evans – zpěv (2001–2002)
- Gavin Burrough – kytara (2010–2016), baskytara (2008–2010)
- Andi Morris – baskytara (2001–2002)
- Johnny Phillips – bicí (2001–2002)
- Gareth Davies – baskytara (2002–2008)
- Richard Boucher – baskytara (2010–2016)
- Darran Smith – kytara (2002–2010)
- Ryan Richards – bicí, scream (2002–2012)
- Pat Lundy – bicí (2012–2014)
- Casey McHale – bicí (2014–2016)

## Diskografie
Studiová alba
- Casually Dressed & Deep in Conversation (2003)
- Hours (2005)
- Tales Don't Tell Themselves (2007)
- Memory and Humanity (2008)
- Welcome Home Armageddon (2011)
- Conduit (2013)
- Chapter and Verse (2015)